# Klaus-Peter Nemet

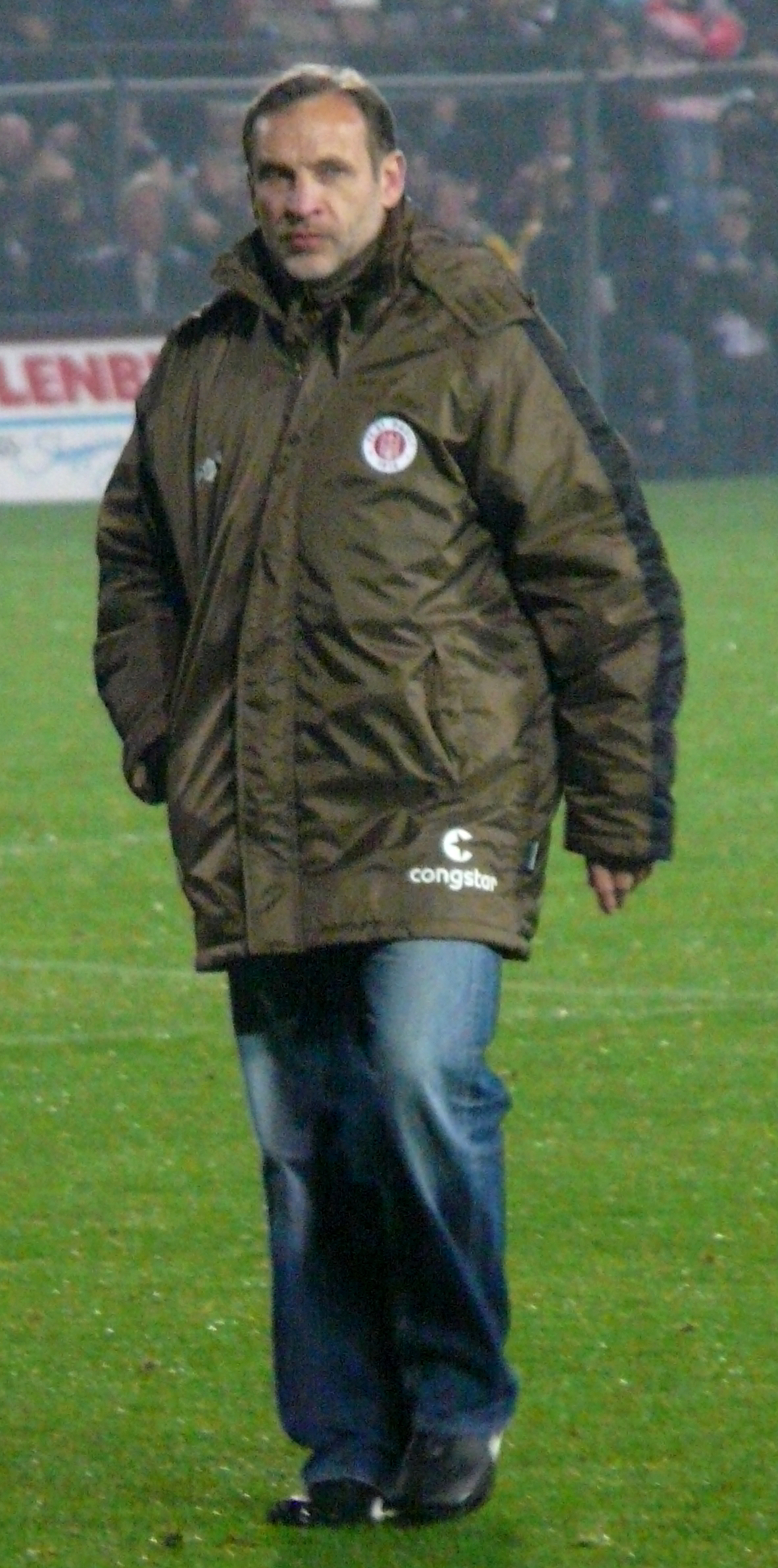
Klaus-Peter Nemet (2008)

Klaus-Peter Nemet (* 9. Dezember 1953 in Enger) ist ein deutscher Fußballtrainer.

## Karriere
Als Spieler war Klaus-Peter Nemet, dessen Spitzname KaPe lautet, beim SC Herford, der MSV Minden und dem Bünder SV sowie bei Union 03, einem Traditionsverein aus Hamburg-Altona, im Amateurbereich aktiv. Seine Karriere als Trainer im Profibereich begann als Co-Trainer beim VfB Oldenburg. Gleichzeitig war er auch Trainer der Amateurmannschaft, mit der er im ersten Jahr in die Niedersachsenliga aufstieg. Diese Station war 1992 durch den Unglücksfall des Spielers Jerzy Hawrylewicz überschattet, der während eines Spieles der zweiten Mannschaft des VfB Oldenburg (Hawrylewicz sollte Spielpraxis nach einer Verletzungspause sammeln) zusammenbrach und durch Nemet durch eine Mund-zu-Mund-Beatmung reanimiert wurde.
In der Saison 1992/93 wechselte Nemet als Co-Trainer zum VfL Osnabrück, von wo er dann zum FC St. Pauli ging. Als Co-Trainer von Uli Maslo stieg er mit dem FC St. Pauli 1995 in die 1. Bundesliga auf.
Hier wurde er nach Maslos Entlassung in der Saison 1996/97 Cheftrainer. Bei Amtsübernahme betrug der Abstand zum rettenden Ufer (Platz 15) drei Punkte. Gleich sein erstes Spiel als Cheftrainer ging zu Hause mit 0:1 gegen den 15. der Tabelle Hansa Rostock verloren. Mit sechs Punkten Rückstand war die Mannschaft bereits jetzt so gut wie abgestiegen, und auch die restlichen Spiele unter Nemets Verantwortung verlor der FC St. Pauli (Bilanz insgesamt 6 Spiele, 0 Punkte, 1:18 Tore). Jedoch zählte Maslo nicht unbedingt als Teamplayer, sodass die Verantwortung des Co-Trainers Nemet bei der Kaderzusammenstellung im Vorfeld eher marginal war.
Nach Beendigung seines Vertrages beim FC St. Pauli wurde er ab Juni 1998 Trainer beim damaligen Drittligisten VfB Oldenburg. Hier musste er allerdings nach nur acht sieglosen Spielen als Verantwortlicher (vier Unentschieden und vier Niederlagen) gehen. Daraufhin folgte von 2002 bis 2004 ein Engagement beim Primera-División-Absteiger CD Teneriffa als Co-Trainer unter dem Cheftrainer Ewald Lienen.
Nach drei Siegen, 13 Unentschieden und 3 Niederlagen musste Lienen die Mannschaft nach dem 19. Spieltag verlassen. Nemet arbeitete als Assistent des spanischen Trainers David Amaral weiter. Danach betätigte sich Nemet als Talent- u. Fitnesscoach, bevor 2005 wiederum der FC St. Pauli Nemet als Torwarttrainer verpflichtete.
In der Saison 2006/07 wurde Nemet Trainer der zweiten Mannschaft des FC St. Pauli. Nach dem Aufstieg der Ligaelf in die 2. Bundesliga war Nemet auch kurzzeitig als Cheftrainer im Gespräch, da der bisherige Cheftrainer Holger Stanislawski nicht die erforderliche Lizenz besaß. Offizieller Trainer wurde allerdings André Trulsen. Stanislawski fungierte als eine Art Sportdirektor. Mit der als Jahrgangsbester bestandenen Fußballlehrerlizenz wurde Stanislawski 2008 wieder Cheftrainer, Andre Trulsen und Nemet, der einen Vertrag bis 2012 hatte, waren seitdem Co-Trainer. Seit dem Bundesligaaufstieg 2010/2011 wurde mit dem Ex-Spieler Thomas Meggle ein weiterer Co-Trainer verpflichtet. Zum 31. August 2011 lösten der FC St. Pauli und Klaus-Peter Nemet den laufenden Vertrag des ehemaligen Chef- und Torwart-Trainers im beiderseitigen Einvernehmen auf.
Nemet wechselte 2011 zur TSG 1899 Hoffenheim, wohin zuvor schon Stanislawski gegangen war. Dort wurde er allerdings am 9. Februar 2012 mit dem gesamten Trainerteam um Holger Stanislawski und André Trulsen mit sofortiger Wirkung von seinen Aufgaben entbunden.
Zur Saison 2012/13 ging er gemeinsam mit Stanislawski und Trulsen für eine Saison als Co-Trainer zum 1. FC Köln. Danach war Nemet vom 1. Dezember 2015 bis zum Ende der Saison 2016/2017 als Co-Trainer von Christian Ziege und (nach Zieges Entlassung) Josico beim spanischen Drittligisten Atlético Baleares tätig. Seine vorerst letzte Station führte ihn schließlich zum SC Weiche Flensburg 08, wo er ab der Saison 2019/2020 drei Jahre als Co-Trainer unter Daniel Jurgeleit und Thomas Seeliger arbeitete.